# Lope de Ulloa y Lemos

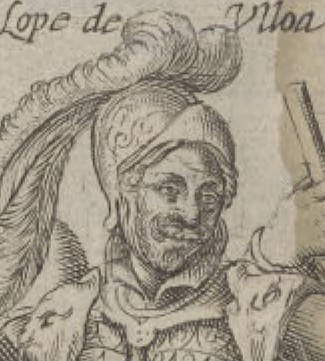

Lope de Ulloa y Lemos (* um 1572 in Galicien, Spanien; † 8. Dezember 1620 (nach anderen Angaben im Oktober oder November 1620) in Concepción, Chile) war ein spanischer Soldat, der von 1618 bis zu seinem Tode das Amt des Gouverneurs von Chile innehatte.

## Leben

### Karriere in der spanischen Armee und Marine
Ulloa verbrachte seine Jugend in der Festung Serliza in Galicien; in jungen Jahren trat er der spanischen Armee bei und ging 1595 in die Neue Welt. Er kämpfte in Mexiko, das damals noch den Namen Neuspanien trug, und diente auf drei Reisen (die letzte 1603) in der Begleitflotte der Handelsschiffe auf der Route zwischen Mexiko und den Philippinen; diese Fahrten führten ihn bis nach Japan. Für seine Verdienste wurde er zum Capitán General del Mar del Sur ernannt, also dem Oberbefehlshaber der spanischen Pazifikflotte. Nachdem er 1604 in Peru eine reiche Erbin geheiratet hatte, erreichte der den Rang eines Garde- und Kavallerie-Generals. Außerdem trat er dem weltlichen Bund der Jesuiten, bei. Besonders dieses Amt hatte später eine politische Relevanz.

### Amtszeit als Gouverneur von Chile
Der Vizekönig von Peru, Francisco de Borja y Aragón, Fürst von Squillace, ernannte ihn am 23. September 1617 zum Gouverneur, nachdem er schon 1610 bei der Besetzung des Postens in der engeren Wahl gestanden hatte. Er reiste mit knapp 200 Mann Verstärkung und einem Mobiliar und einer Aussteuer von bis dahin ungekannter Pracht von Callao aus im Dezember mit zwei Schiffen nach Chile, wo er am 12. Januar 1618 in Concepción an Land ging. Sein interimistischer Vorgänger, Fernando Talaverano Gallegos übergab ihm die Amtsgeschäfte und zog sich nach Santiago de Chile zurück, wo er als Oidor der Kolonialverwaltung in Chile (spanisch: Real Audiencia von Chile) arbeitete.
Ulloa bekleidete das Amt des Gouverneurs zwei Jahre lang, seine Amtszeit war vom Kampf gegen die Mapuche-Indianer im Arauco-Krieg geprägt. Im Jahre 1620 wütete die Pest in Chile und forderte zahlreiche Todesopfer. Auch Gouverneur Ulloa lag in Concepión schwer erkrankt. Zum Ende des Jahres war sein baldiger Tod abzusehen; er ernannte Cristóbal de la Cerda y Sotomayor zum vorübergehenden Nachfolger; am Morgen des 8. Dezember 1620 verstarb Ulloa. Seine Witwe, Francisca Lacero de la Coba, wurde nach seinem Tod beschuldigt, ihren Gatten vergiftet zu haben.